# 渡辺健吾
渡辺 健吾（わたなべ けんご、1967年12月24日 - ）は、日本の音楽ライター、翻訳家。東京都出身。ペンネームは『KEN=GO→』。

## 経歴
- 獨協大学外国語学部英語学科卒業（応用言語学専攻）。
- 在学中より、友人と電子音楽のミニコミ『Deric』を製作し、当時商業誌がまったく取り扱わなかった、テクノやハウスといった先進的ジャンルを日本で最も早く取り上げた。
- 1990年、小学館に入社。「小学二年生」と「小学三年生」及び絵本の編集に携わる。同時に、音楽雑誌のライター活動や、通訳、翻訳、クラブDJ等の仕事を始める。
- 1994年、小学館退社。佐藤大らとともに、インディーのレコード・レーベルフロッグマンレコーズを設立。同年、隔月刊の音楽雑誌「エレ・キング」を創刊し、編集、執筆、コーディネート、通訳、翻訳などをこなすようになる。
- 1997年、フロッグネーションを設立。